# Finnegan Wakes
Finnegan Wakes er et livealbum af The Dubliners.
Det er produceret af Nathan Joseph og er optaget i Gate Theatre i Dublin d. 26. og 27. april 1966.
Dette blev den sidste plade som The Dubliners udgav med Transatlantic Records. Samtidig blev det første album som havde deres første faste line-up bestående af: Ronnie Drew (vokal og guitar), Barney McKenna (banjo) og mandolin), Luke Kelly (vokal og banjo), Ciaran Bourke (vokal, guitar, tinwhistle og harmonica) og John Sheahan (violin, tinwhistle og mandolin).
På albummet findes sangen "Nelson's Farewell", der er en satirisk sang om bombningen af Nelson's Pillar på O'Connell Street, Dublin d. 8. marts 1966.
Albummet blev genudgivet i 1984 og i 2003 under sammen navn.

## Spor

### Side Et
1. Finnegan's Wake
2. Hornpipes: The Sunshine Hornpipe & The Mountain Road
3. Monto
4. The Dublin Fusiliers
5. Hornpipe: Chief O'Neill's Favourite
6. The Sea Around Us

### Side To
1. McAlpine's Fusiliers
2. Hot Asphalt
3. The Glendalough Saint
4. Reel: Within a Mile from Dublin
5. Will You Come to the Bower
6. Nelson's Farewell